# الساموراي المحترق
الساموراي المحترق (بالإنجليزية: Blazing Samurai)‏ هو فيلم رسوم متحركة كوميدي أمريكي من إخراج روب مينكوف وتأدية صوت مايكل سيرا، صامويل جاكسون، ريكي جيرفيه، ميل بروكس، جورج تاكي، دجيمون هونسو، ميشيل يوه، غابريال اغليسياس واساف ماندفي. صدر الفيلم في 22 يوليو 2022.

## وصلات خارجية
- الساموراي المحترق على موقع IMDb (الإنجليزية)
- الساموراي المحترق على موقع ميتاكريتيك (الإنجليزية)
- الساموراي المحترق على موقع روتن توميتوز (الإنجليزية)
- الساموراي المحترق على موقع ألو سيني (الفرنسية)
- الساموراي المحترق على موقع أول موفي (الإنجليزية)
- الساموراي المحترق على موقع بوكس أوفيس موجو (الإنجليزية)
- الساموراي المحترق على موقع فيلمافينيتي (الإسبانية)
- الساموراي المحترق على موقع قاعدة بيانات الأفلام السويدية (السويدية)
- الساموراي المحترق على موقع قاعدة بيانات الفيلم (الإنجليزية)
- الساموراي المحترق على موقع ليتربوكسد (الإنجليزية)